# Szerszeń wschodni
Szerszeń wschodni (Vespa orientalis) – gatunek owada z rodziny osowatych (Vespidae), występujący w południowo-wschodniej Europie (Włochy, Albania, Bułgaria, Rumunia, Grecja), na Bliskim Wschodzie, w północno-wschodniej Afryce i w Azji.
Poluje na pszczołę miodną, powoduje to konflikt z pszczelarzami. Buduje papierowe gniazda. Jego odwłok pochłania energię słoneczną, która jest następnie pozyskiwana przez specjalny pigment.

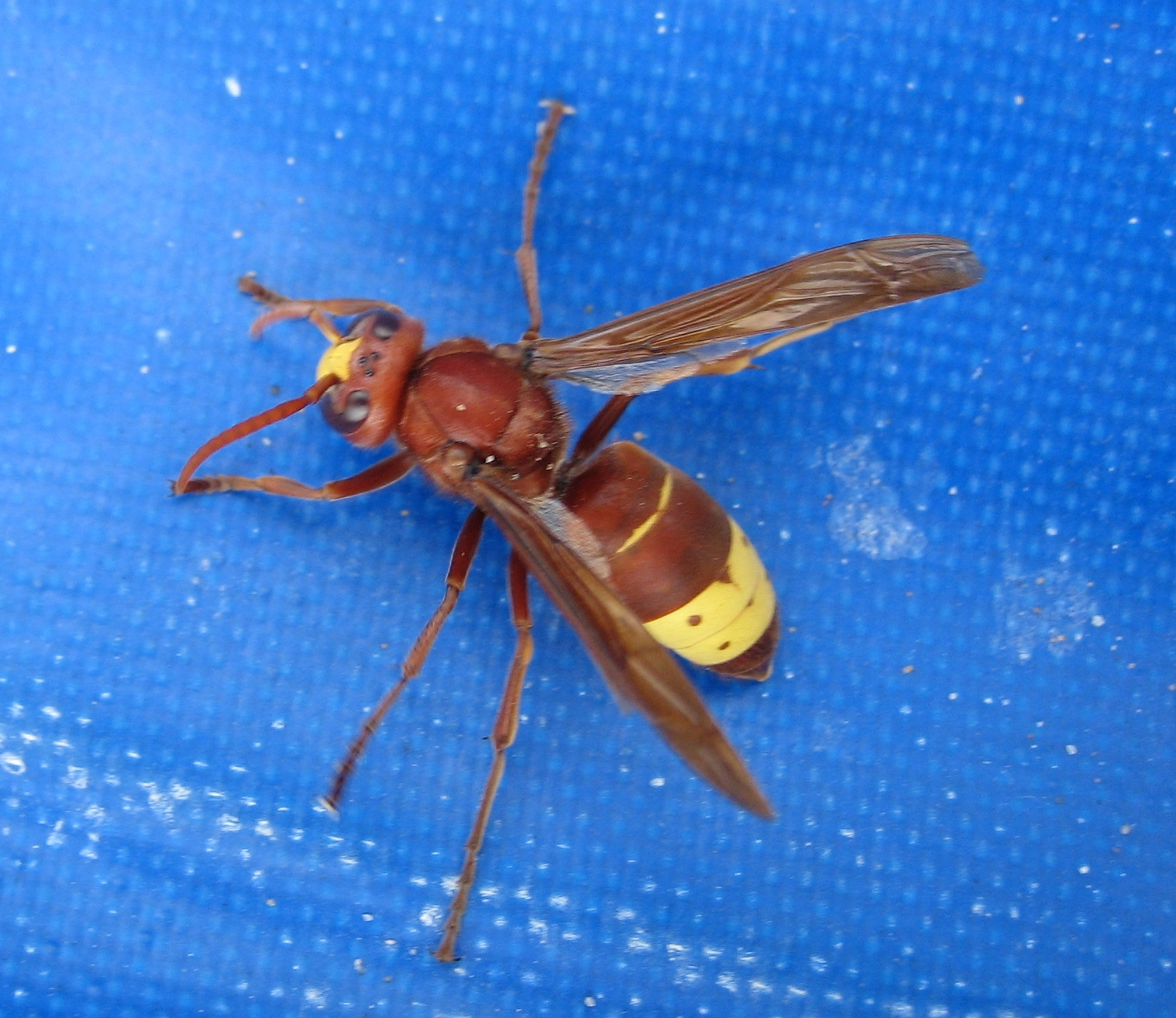